# Rafał Wyrzykowski
Rafał Wyrzykowski (ur. 5 lipca 1973) – polski lekkoatleta, skoczek w dal, medalista mistrzostw Polski.

## Kariera sportowa
Był zawodnikiem Vectry Włocławek.
Na mistrzostwach Polski seniorów na otwartym stadionie zdobył pięć medali w skoku w dal: srebrne w 1994, 1996 i 1998 oraz brązowe w 1995 i 1997. W halowych mistrzostwach Polski seniorów wywalczył cztery medale w skoku w dal: srebrny w 1996 i brązowe w 1993, 1997 i 1998.
Rekordy życiowe:
- skok w dal: 8,00 (20.06.1997)
- trójskok: 15,15 (23.05.1998)